# Eric Donaldson
Eric Donaldson, född 11 juni 1947 i Kent Village, Jamaica, är en jamaicansk reggaeartist känd för sin långa och framgångsrika karriär inom genren, särskilt som vinnare av Jamaicas Festival Song Competition vid flera tillfällen.

## Biografi
Donaldson inledde sin musikbana 1964 då han spelade in ett antal låtar för det legendariska Studio One i Kingston. Dessa inspelningar har dock aldrig släppts officiellt. Kort därefter bildade han vokalgruppen the West Indians tillsammans med Leslie Burke och Hector Brooks. Gruppen fick ett genombrott 1968 med låten Right on Time, producerad av J.J. Johnson. Året därpå samarbetade de med producenten Lee "Scratch" Perry och bytte namn till the Killowatts, men trots ytterligare släpp som Slot Machine och Real Cool Operator lyckades gruppen inte nå fortsatt framgång och upplöstes så småningom.
Efter gruppens upplösning fortsatte Donaldson som soloartist. Hans stora genombrott kom 1971 när han vann Festival Song Competition med sitt eget bidrag Cherry Oh Baby. Låten blev en stor hit i Jamaica och uppmärksammades även internationellt när den tolkades av The Rolling Stones på albumet Black and Blue (1976) samt av UB40 på deras Labour of Love (1983).
Donaldson har fortsatt att vara en aktiv artist med flera albumutgivningar, däribland Miserable Woman (1972), What a Festival (1973) och Freedom Street (1977). Han har också vunnit Festival Song Competition ytterligare fyra gånger: 1977, 1978, 1984 och 1993, vilket gör honom till en av de mest framstående artisterna i tävlingens historia.